# Кільце многочленів
Кільце многочленів — кільце в абстрактній алгебрі, утворене множиною многочленів (однієї або декількох змінних) з коефіцієнтами з деякого іншого кільця.
Кільця многочленів відіграють важливу роль в математиці, від теореми Гільберта про базис і побудови полів розкладу до розуміння лінійного оператора.

## Многочлени однієї змінної

### Многочлени
Многочленом від X з коефіцієнтами з поля K є наступний вираз
{\displaystyle p=p_{m}X^{m}+p_{m-1}X^{m-1}+\cdots +p_{1}X+p_{0},}
де p0, …, pm є елементами K, а X, X 2, … є формальними символами («степенями X»). Такі вирази можна додавати та множити з подальшим приведенням до такої ж форми застосовуючи асоціативність, комутативність, дистрибутивність. Добуток степенів X визначається за формулою:
{\displaystyle X^{k}\,X^{l}=X^{k+l},}
де k і l довільні натуральні числа. Два многочлени є рівними тоді і тільки тоді, коли коефіцієнти при однакових степенях X є рівними. За визначенням, X 1 = X, X 0 = 1.
Степінь многочлена — найбільше k таке, що коефіцієнт X k не рівний нулю. Для нульового многочлена степінь не визначений.

### Кільце многочленівK[X]
Множина многочленів з коефіцієнтами з поля K утворює комутативне кільце, позначається K[X] і називається кільце многочленів над K.
Важливими випадками є многочлени з дійсними чи комплексними коефіцієнтами, які розглядаються як функції. Хоча, в загальному випадку, X та степені X k, розглядаються як формальні символи, а не елементи поля K. Можна вважати, що K[X] утворюється з K приєднанням елемента X та вимогою, щоб X комутував зі всіма елементами K. Також потрібно включити в K всі степені від X, що приводить нас до визначення многочлена як лінійної комбінації степенів від X з коефіцієнтами з K.
Операції кільця визначаються так:
{\displaystyle \left(\sum _{i=0}^{n}a_{i}X^{i}\right)+\left(\sum _{i=0}^{n}b_{i}X^{i}\right)=\sum _{i=0}^{n}(a_{i}+b_{i})X^{i}}
та
{\displaystyle \left(\sum _{i=0}^{n}a_{i}X^{i}\right)\cdot \left(\sum _{j=0}^{m}b_{j}X^{j}\right)=\sum _{k=0}^{m+n}\left(\sum _{i+j=k}a_{i}b_{j}\right)X^{k}.}

### ВластивостіK[X]
Кільце K[X] дуже подібне до кільця цілих чисел. Ця аналогія була вивчена Гаусом і служила моделлю для абстрактної алгебрив 19 столітті в роботах Кумера, Кронекера та Дедекінда.
- K[X] — область цілісності. Добуток двох ненульових многочленів не рівний нулю.

- Розклад в K[X]: довільне ціле число може бути розкладене в добуток простих чисел і цей розклад є єдиним (основна теорема арифметики). Доведення використовує алгоритм Евкліда. Гаус замітив, що для многочленів теж можливе ділення з остачею та алгоритм Евкліда, тому K[X] є кільцем Евкліда.

- Фактор-кільце K[X]: кільце K[X] утворюється з кільця K приєднанням елемента X. Довільне комутативне кільце L, що утворене з K приєднанням одного елемента може бути описаним через K[X]. Зокрема, це стосується скінченних розширеннь K.

Якщо L — комутативне кільце, що містить K і елемент θ, що не належить K. Тоді довільний елемент L є лінійною комбінацією степенів θ з коефіцієнтами з K. Тоді існує єдиний епіморфізм φ з K[X] в L що не змінює елементи K і відображає степені X на аналогічні степені θ. Тобто, L є гомоморфний образ K[X]. Ker φ є ідеалом K[X] і за першою теоремою про ізоморфізми, L ізоморфний фактор-кільцю K[X] на Ker φ. Оскільки K[X] є кільцем головних ідеалів, цей ідеал є головним: тому існує многочлен p∈K[X] такий, що:
{\displaystyle L\simeq K[X]/(p).}
Коли L є полем, тоді многочлен p буде незвідним. І навпаки, теорема про первісний елемент стверджує, що довільне скінченне сепарабельне розширення L/K може бути утворене єдиним елеметом θ∈L іпопередній випадок надає приклад поля L як фактор-кільця K[X] по головному ідеалу утвореному незвідним многочленом p. Наприклад, поле комплексних чисел є розширенням поля дійсних чисел утворене єдиним елементом i таким, що i2 + 1 = 0. Відповідно, многочлен X2 + 1 є незвідним над R та
{\displaystyle \mathbb {C} \simeq \mathbb {R} [X]/(X^{2}+1).}

## Многочлени однієї змінної
- Теорема Гільберта про нулі
- Теорема Гільберта про базис